# Le Trappeur des grands lacs
Pour plus de détails, voir Fiche technique et Distribution.
Le Trappeur des grands lacs (titre original : The Pathfinder) est un film américain réalisé par Sidney Salkow, sorti en 1952.

## Fiche technique
- Titre : Le Trappeur des grands lacs
- Titre original : The Pathfinder
- Réalisation : Sidney Salkow
- Scénario : Robert E. Kent, d'après le roman de James Fenimore Cooper
- Photographie : Henry Freulich
- Montage : Jerome Thoms
- Musique : Mischa Bakaleinikoff
- Direction artistique : Paul Palmentola
- Décors : Sidney Clifford
- Production : Sam Katzman
- Société de production : Columbia Pictures
- Société de distribution : Columbia Pictures
- Pays de production :  États-Unis
- Langue : Anglais
- Format : Couleur (Technicolor) — 35 mm — 1,37:1 — Son : Mono (RCA Sound System)
- Genre : Western
- Durée : 78 minutes
- Dates de sortie : 
  - États-Unis : 9 décembre 1952 (première)
  - Royaume-Uni : 30 mars 1953

## Distribution
- George Montgomery : Pathfinder
- Helena Carter : Welcome Alison
- Jay Silverheels : Chingachgook
- Walter Kingsford : colonel Duncannon
- Rodd Redwing : Mingo Chief Arrowhead
- Stephen Bekassy : colonel Brasseau
- Elena Verdugo : Lokawa
- Bruce Lester : capitaine Clint Bradford
- Chief Yowlachie : Eagle Feather
- Edward Coch : Uncas, le fils de Chingachgook
- Rus Conklin : Togamak
- Michael Fox : le narrateur
- John Hart : sergent français
- Vi Ingraham : KaLetan
- Ethan Laidlaw :
- Charles Sherlock : garde des tuniques rouges
- Adele St. Mauer : Matron
- Lyle Talbot : capitaine de la marine française
- Ken Terrell
- Wally West : soldat britannique